# 7618 Gotoyukichi
7618 Gotoyukichi (1997 AU4) là một tiểu hành tinh vành đai chính được phát hiện ngày 6 tháng 1 năm 1997 bởi T. Kobayashi ở Oizumi.